# Óvóbácsik
Az Óvóbácsik (eredeti cím: Twin Sitters) 1994-ben készített amerikai filmvígjáték, amelynek forgatókönyvírója és rendezője John Paragon. A főszerepben a "Barbár Fivérek"-ként is ismert testépítő ikerpár, Peter Paul és David Paul láthatók, valamint egy másik ikerpár, Christian és Joseph Cousins. A cselekmény szerint az ikreknek némi pénz reményében vigyázniuk kell egy ikerpárra, amíg nagybátyjuk a tanúvédelmi program keretében vallomást tesz korrupt ügyletekről.
A filmet először Olaszországban mutatták be 1994-ben, az Egyesült Államokban csak egy évvel később, Magyarországra pedig még ennél is később, televíziós bemutatással.

## Cselekmény
Peter és David Falcone egy ikerpár, akiknek nincs semmi más vágyuk az életben, csak hogy megnyithassák a saját olasz éttermüket. A gond csak az, hogy ehhez kölcsönt kellene kérniük egy banktól, de azt sehol nem kapnak, mert nem hitelképesek. Eközben Frank Hillhurst, egy korrupt üzletember, féltve családja és saját testi épségét, elhatározza, hogy vádalkut köt, és feltárja a hatóságok előtt, hogy környezetszennyező üzelmekből származó pénzből gazdagodott meg. Csakhogy egykori jobbkeze, Leland Stromm, megfenyegeti, hogy megöli őt is és az unokaöccseit (akik szintén ikrek), ha tanúskodik. Hillhurst ennek ellenére is beleáll a dologba, és egy parkban találkozik egy nyomozóval. Váratlanul bérgyilkosok ütnek rajtuk, és csak a közelben lévő Falcone-ikrek fellépésének köszönhető, hogy nem ölik meg. Hillhurst-öt lenyűgözi az akciójuk, és meghívja őket magához a házába. Felajánl nekik naponta ötezer dollárt, ha vigyáznak az unokaöccseire, míg távol van, egy hétig. Mivel ez elég lenne az étteremhez, boldogan vállalják.
Azt azonban nem sejtik, hogy Brad és Steven két megátalkodott rosszcsont, akik igyekeznek folyton borsot törni az orruk alá. Azt sem tudják, hogy a komornyik, Thomas, valójában Stromm embere, és titokban azon mesterkedik, hogy elraboltassa a gyerekeket. Peter és David ha nehezen is, de megkedveltetik magukat a gyerekekkel, és végül összebarátkoznak. Ezalatt Stromm sikertelenül kísérel meg merényletet Hillhurst ellen, míg az a tanúvallomását mondja diktafonba számos nyomozó előtt, így hát a gyerekek elrablását tervezi meg. Thomas segítségével gengszterek jutnak be a birtokra és elviszik magukkal a fiúkat, Peter és David pedig semmit nem tudnak tenni, miután helikopterrel menekülnek el. Kicsikarják Thomasból, hogy a fiúkat a Long Beach-i kikötő egyik hajójára vitték, majd odamennek, s mivel látják, hogy ketten nem sokra mennének, hívják barátaikat, az Aleem ikreket és a harcművész Tigriseket. Miután végigverekedték magukat a hajón és megmentették a gyerekeket is, megjelenik Stromm, akit a nyomozó lő le egy mesterlövészpuskával. Ezután menekülniük kell a hajóról, mert az alá van aknázva, és felrobban.
Pár hónappal később láthatjuk, ahogy a film szereplői a Falcone-fivérek éttermében vacsoráznak. Hillhurst megkérdezi, hogy végül miből is volt erre pénzük, tekintettel arra, hogy a tanúvallomásának köszönhetően a vagyonát zárolták, így a csekk, amit nekik adott, érvénytelen. Erre mindketten közlik, hogy Thomas "adott kölcsön" nekik - valójában a gyerekek elrablásában való segédkezésért kapott pénzt vették el tőle és használták az étterem megnyitásához.

## Szereplők
| Szereplő                | Színész                      | Magyar hang            |
| ----------------------- | ---------------------------- | ---------------------- |
| Peter Falcone           | Peter Paul                   | Sinkovits-Vitay András |
| David Falcone           | David Paul                   | Szabó Sipos Barnabás   |
| Bradley                 | Christian Cousins            | Szőke András           |
| Steven                  | Joseph Cousins               | Molnár Levente         |
| Judy Newman             | Rena Sofer                   | Tallós Rita            |
| Frank Hillhurst         | Jared Martin                 | Uri István             |
| Thomas                  | Barry Dennen                 | Csuja Imre             |
| Penny                   | Mother Love                  | Győri Ilona            |
| Leland Stromm           | George Lazenby               | Breyer László          |
| Lolita                  | Valentina Vargas             | Biró Anikó             |
| Ramon                   | Vic Trevino                  | -                      |
| Bennett                 | David Wells                  | Várkonyi András        |
| Mesterlövész / Álrendőr | Danny Lee Clark              | Juhász György          |
| Falcone mama            | Jacque Lynn Colton           | Kassai Ilona           |
| Falcone papa            | Don Amendolia                | Antal László           |
| Banki ügyintéző         | John Paragon                 | Halmágyi Sándor        |
| Aleem-ikrek             | Taharqa Aleem Tunde-Ra Aleem |                        |
| Tigrisek                | Simon Kim James Kim          |                        |
| Szakács                 | Tony Longo                   | Wohlmuth István        |

- Magyar szöveg: Kozák Ágnes
- Hangmérnök: Varga Zita
- Gyártásvezető: Jávor Barbara
- Szinkronrendező: Barbinek Péter
- Stáblista felolvasása: Bordi András
- Szinkronstúdió: Echo Szinkron Kft.

## Zene
A filmben szereplő dalokat a Paul-ikrek illetve Paul Sabu szerezték és énekelték fel.
1. Paul Sabu - "At War with the Weights"
2. Peter Paul & David Paul - "Shut Up"
3. Peter Paul & David Paul - "Watcha Lookin' At"
4. Paul Sabu - "The Babysitters"
5. Peter Paul & David Paul "I Ride My Harley"
6. Paul Sabu - "Brothers Forever"

## Fordítás
- Ez a szócikk részben vagy egészben  a   Twin Sitters című angol Wikipédia-szócikk ezen változatának fordításán alapul.  Az eredeti cikk szerkesztőit annak laptörténete sorolja fel. Ez a jelzés csupán a megfogalmazás eredetét és a szerzői jogokat jelzi, nem szolgál a cikkben szereplő információk forrásmegjelöléseként.